# Michigamie
Les Michigamie ou Michigamea étaient une tribu amérindienne de la confédération des Illiniwek. Leur origine, incertaine, était probablement le Lac Michigan et la région de Chicago.
Mitchie Precinct, Comté de Monroe (Illinois) dans l'Illinois du sud-ouest prend son nom de leur présence temporaire, au nord du Fort de Chartres, un fort français, le long du Mississippi. Un de leurs villages, habité de 1730 à 1752, est un des premiers sites archéologiques de la région, connu comme le site Kolmer (en)
Ils quittèrent l'Arkansas, peut-être sous la pression des Iroquois. Leur chef était le chef Chicagou. En 1673, Jacques Marquette et Louis Jolliet ont eu besoin d'un traducteur de la langue des Miami-illinois pour comprendre les Michigamie ; la plupart de leurs échanges se faisaient dans la langue des Plaines. Le linguiste John E. Koontz, analysant les deux seules phrases recueillies de leur langue, a supposé qu'elles indiquent que la langue des Michigamie était une langue siouane de la branche du Mississippi.

## Source
- (en) Cet article est partiellement ou en totalité issu de l’article de Wikipédia en anglais intitulé « Mitchimea tribe » (voir la liste des auteurs).